# Quadro CX
Quadro CX是NVIDIA專業顯示核心Quadro產品線中的一個系列，於2008年10月推出。Quadro CX是專為Adobe Creative Suite軟體套裝最佳化設計的產品，其驅動程式對Adobe Creative Suite有相應的優化。

## Quadro CX規格
- 繪圖處理器規格：CUDA平行運算處理器核心 192

- 繪圖處理器記憶體規格：
  - 總記憶體大小 1.5 GB GDDR3
  - 記憶體介面 384-bit
  - 記憶體頻寬(GB/秒) 76.8GB/sec

- 支援顯示介面：
  - 硬體支援原生30位元色彩的DisplayPort輸出，透過選購的Quadro SDI顯示卡與外掛程式軟體，可支援SDI功能
  - 雙鏈路DVI 1
  - 在60Hz頻率下的最大數位顯示解析度 2560x1600

- 支援特性：
  - Shader Model 4.0
  - OpenGL 3.0
  - Microsoft DirectX 10
  - 支援NVIDIA SLI
  - C 語言編程環境
  - SDI 版本
  - G-Sync 版本
  - 支援SLI視框渲染
  - 視訊同步/畫面鎖定
  - 視框同步化
  - 全景反鋸齒(極大)：32x
  - 插槽數量：2

- 散熱和電源規格：
  - 最大功耗(瓦)：150

## 規格參考
- NVIDIA顯示核心列表

## 外部連結
1. ↑  .   [2010-08-10]. （原始内容存档于2016-03-04）.

- NVIDIA Quadro CX專為Adobe Creative Suite設計的加速器（页面存档备份，存于）（繁體中文）